# 国士舘大学
国士舘大学（こくしかんだいがく、英語: Kokushikan University）は、東京都世田谷区世田谷四丁目28番1号に本部を置く日本の私立大学。1917年創立、1958年大学設置。大学の略称は国士舘（こくしかん）、国士大（こくしだい）。

## 概観

### 大学全体

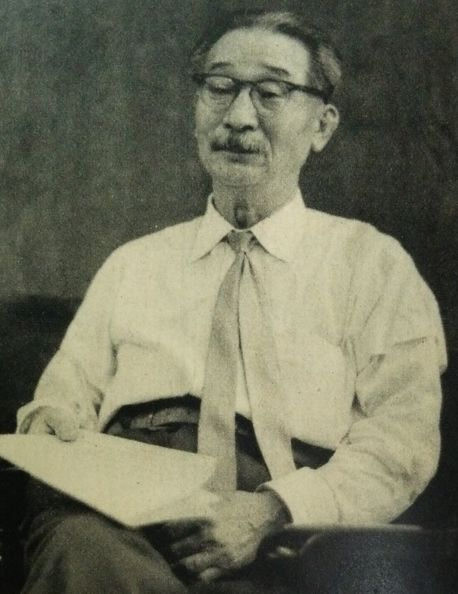
柴田徳次郎

国士舘大学は、1917年に柴田徳次郎により創設された私塾である国士舘と、それに続く旧制中学校が母体となって設立された大学である。元来は青年期における人間形成を目的とした中等教育機関として発足しており、大学の設置は比較的遅い1958年である（旧制時代からあった大学ではない）。現在、5キャンパスに7学部14学科10研究科を有する。

### 建学の精神

#### 目的
国士舘における教育指針の3大要綱「読書」「体験」「反省」と4条目「誠意」「勤労」「見識」「気魄」の訓話を学校法人至徳学園設立時に寄付行為と定めており、大学の理念の根底となっている。
聖人至徳を志し、不断の読書、体験、反省により、誠意・勤労・見識・気魄を涵養し、もって道義日本を建設し、世界の平和と進運とに貢献する有為の人材を養成する教育を行うことを目的とする。（出典.1919（大正8）年11月4日私塾国士舘入学式訓話。）寄付行為は1952（昭和27）年10月10日に旧文部省によって認可され、その後改訂されていない。

### 教育および研究
体育学部があり、警察消防方面への就職者数が多い。大学ランキング2017年版（AERAムック）採用ランキングによると、国士舘大学は自衛官10位、警察官2位、消防士1位である。
各専攻に応じた教員免許状取得が可能な教職課程カリキュラムが設定されている。さらに学部によっては、在籍学科を修了することで一部の資格取得あるいは受験資格を得られる。なお、体育学部・文学部の一部学科・専攻では、それぞれ所定の教職課程を修了することにより養護教諭一種を取得できるカリキュラムが用意されている。
21世紀アジア学部においては、大学院のグローバルアジア研究科修士課程の1年含め5年間で修了することが可能である。工学系においては、全日本学生フォーミュラ大会で好成績を収めたこともある。
また、令和4年（2022）度の科研費採択数は57件（新規採択、継続および転入分）を数える。奨学金制度は、毎年4月ごろに各学部・各研究科で募集が行われている。首都圏西部大学単位互換協定会協定の会長校である。

### 学風および特色
スポーツに力をいれている。一例で、柔道部ではオリンピック金メダリストを輩出し、サッカー部だとJリーガーのJ1レギュラープレイヤーを輩出している。
大学関係者によると、学生気質も以前に比べて柔らかくなり、かつての「硬派」「右より思想」というイメージは払拭されていると捉えている。

## 沿革

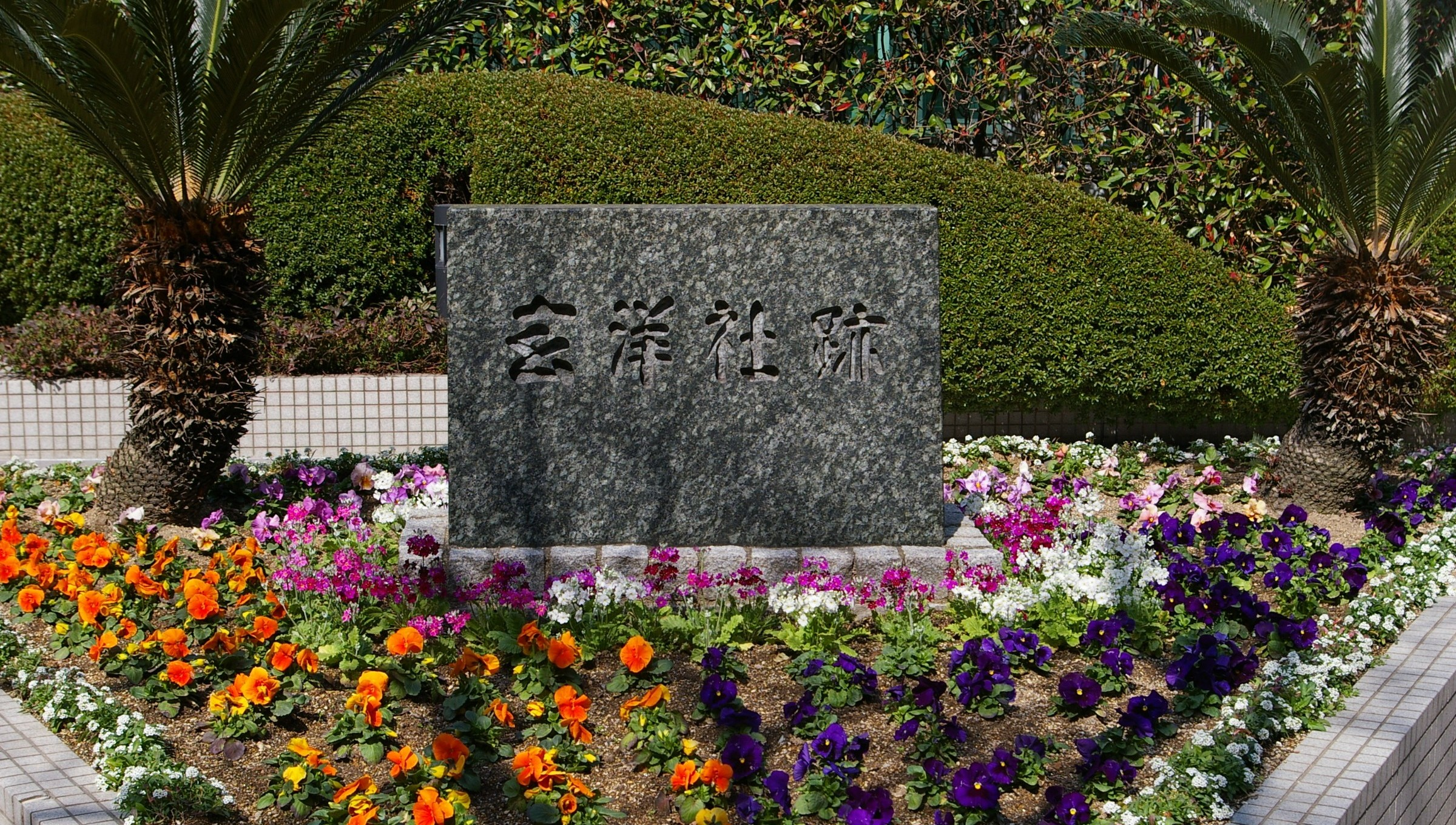
玄洋社跡

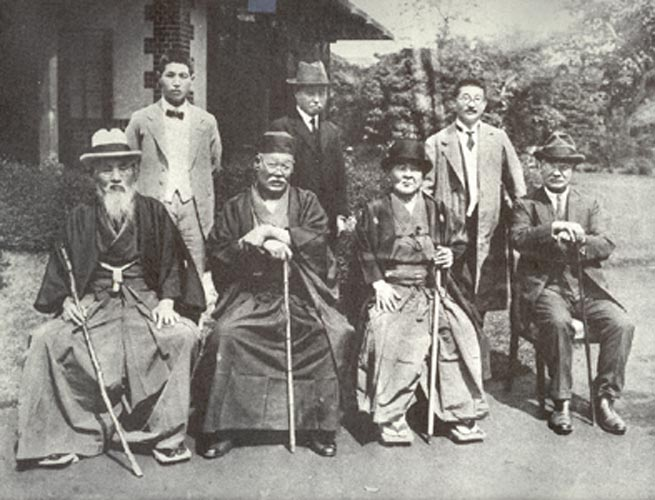
国士舘の設立を協議する有志
前列左から頭山満、野田卯太郎、渋沢栄一、徳富蘇峰、後列左から花田半助、渡辺海旭、創立者の柴田徳次郎。

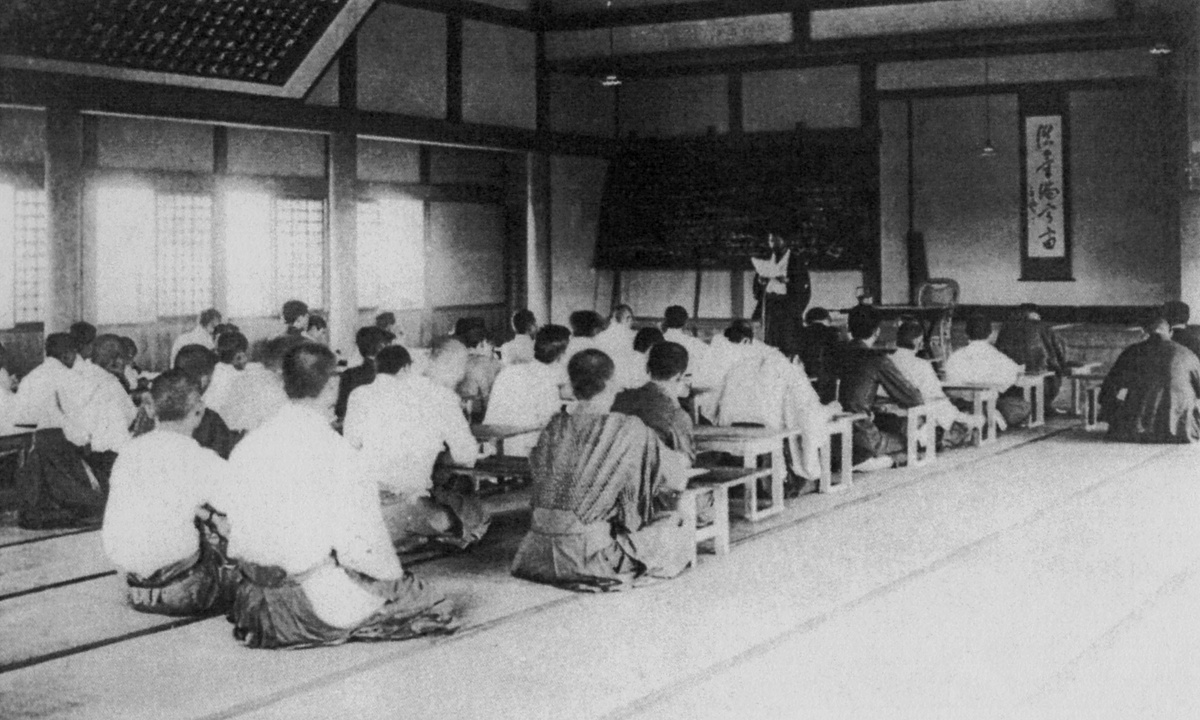
1921年頃の講義風景

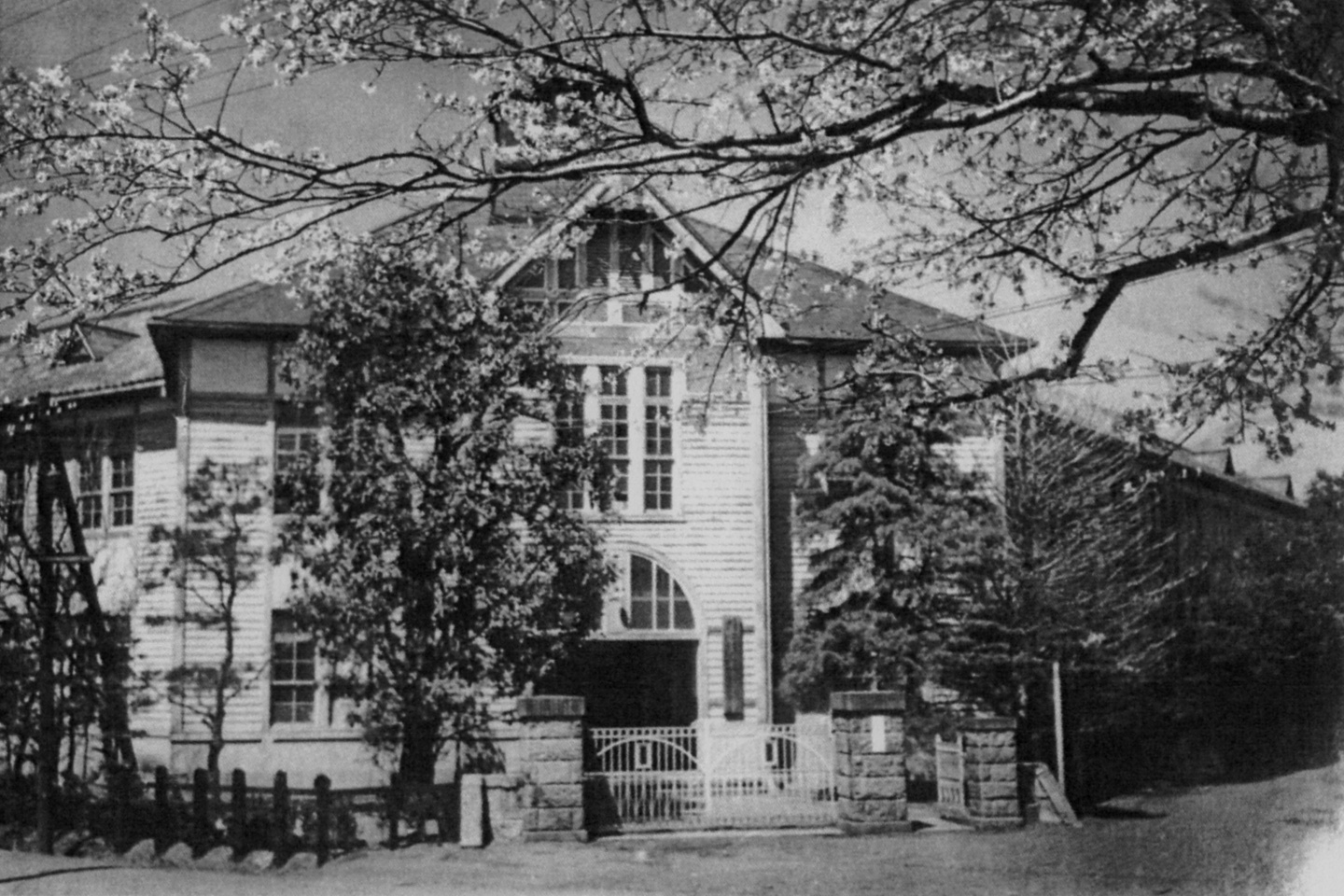
国士舘専門学校（1935年頃）

### 略歴
私塾国士舘は玄洋社の流れを組む青年大民團の思想を広める教育機関として設立された。 興亜専門学校（現在の亜細亜大学）と国士舘専門学校（旧制）における興亜科の関係は興亜専門学校の設立に興亜科の藤原繁やその他の教職員が加わっていたため、学校法人国士舘及び国士舘大学の正史には興亜科が国士舘専門学校より分離したと記述がある（設置申請者が財団法人国士舘であったが興亜科自体は独立経営であった）。ただし、興亜専門学校設置により興亜科は廃止となったのは事実である。

### 年表
- 1917年（大正6年）11月 - 麻布笄町（港区南青山6-13)に私塾国士舘創立。１階の2間を使って夜間のみ講義が行われていた。[18]
- 1919年（大正8年）11月 - 世田谷キャンパスの現在地へ移転。財団法人国士舘開設。国士舘高等部を設置
- 1921年（大正10年）7月 - 国士舘維持委員会発足
- 1923年（大正12年）4月 - 国士舘中等部を設置
- 1925年（大正14年）
  - 3月 - 国士舘中等部を閉校
  - 4月 - 国士舘中学校を設置
- 1926年（大正15年）4月 - 国士舘商業学校を設置
- 1928年（昭和3年）11月 - 国士神社建立（戦時下の空襲で焼失）
- 1929年（昭和4年）4月 - 国士舘専門学校を設置（弓道科・興亜科・国漢柔道科・剣道科）[19]
- 1930年（昭和5年）
  - 3月 - 国士舘高等部を閉校
  - 4月 - 国士舘高等拓植学校を設置
- 1932年（昭和7年）6月 - 国士舘高等拓植学校に満蒙科を設置
- 1933年（昭和8年）3月 - 国士舘専門学校、剣道・柔道の中等学校教員無試験検定資格取得
- 1934年（昭和9年）11月 - 国士舘高等拓植学校を廃止認可
- 1936年（昭和11年）6月 - 国士舘専門学校、国語の中等学校教員無試験検定資格取得
- 1938年（昭和13年）5月 - 国士舘専門学校、漢文の中等学校教員無試験検定資格取得
- 1941年（昭和16年）
  - 3月 - 興亜科廃止
  - 8月 - 国士舘報国団結成
- 1942年（昭和17年）4月 - 国士舘専門学校に武道地歴科を設置。高等拓植学校を設置（満蒙支科・南洋科）
- 1944年（昭和19年）4月 - 国士舘商業学校を国士舘工業学校に転換
- 1945年（昭和20年）
  - 5月 - 空襲により校舎など焼失
  - 12月 - 高等拓植学校を廃止認可
- 1946年（昭和21年）1月 - 財団法人国士舘を財団法人至徳学園に、国士舘専門学校は至徳専門学校に、国士舘中学校は至徳中学校に校名を変更。国士舘工業学校を至徳商業学校に改称・転換
- 1947年（昭和22年）4月 - 至徳中学校（新制）を設置
- 1948年（昭和23年）4月 - 至徳高等学校（全日制普通科、定時制商業科）、至徳商業高等学校（全日制）を設置
- 1949年（昭和24年）3月 - 至徳中学校（旧制）、至徳商業学校、至徳商業高等学校を廃止
- 1951年（昭和26年）3月 - 運営母体が財団法人至徳学園から学校法人至徳学園に変更
- 1953年（昭和28年）
  - 3月 - 学校法人至徳学園を学校法人国士舘に、至徳高等学校を国士舘高等学校に、至徳中学校を国士舘中学校に名称を変更。
  - 4月 - 国士舘短期大学を設置
- 1955年（昭和30年）3月 - 至徳専門学校を廃止
- 1958年（昭和33年）4月 - 国士舘大学設置（体育学部体育学科）
- 1961年（昭和36年）4月 - 政経学部（政治学科・経済学科）を開設
- 1962年（昭和37年）4月 - 政経学部に経営学科を増設
- 1963年（昭和38年）4月 - 工学部（機械工学科・電気工学科）を開設
- 1964年（昭和39年）4月 - 工学部に土木工学科・建設学科を増設
- 1965年（昭和40年）4月 - 政経学部二部（政治学科・経済学科）、大学院政治学研究科（修士課程・博士課程）、大学院経済学研究科（修士課程・博士課程）開設。政経学部を政経学部一部と改称
- 1966年（昭和41年）
  - 4月 - 鶴川校舎を開設。法学部（法律学科）、文学部（教育学科（教育学専攻・倫理学専攻）・史学地理学科（国史学専攻・東洋史学専攻・地理学専攻）・文学科（漢学専攻・国語国文学専攻））を開設
- 1967年（昭和42年）4月 - 文学部史学地理学科の国史学専攻に考古学コースを設置
- 1968年（昭和43年）4月 - 国士舘大学経理研究所を設置
- 1969年（昭和44年）4月 - 文学部教育学科に初等教育専攻を増設
- 1974年（昭和49年）4月 - 教養部開設。国士舘大学比較法制研究所を設置
- 1976年（昭和51年）4月 - 文学部文学科の漢学専攻を中国文学専攻に改組。イラク古代文化研究所を設置
- 1977年（昭和52年）
  - 4月 - 文学部教育学科の初等教育専攻が鶴川校地へ移転
  - 11月 - 学園祭が楓門祭に改称
- 1978年（昭和53年）4月 - 武道・徳育研究所を設置
- 1982年（昭和57年）4月 - 国士舘大学スポーツ研究所を開設。国士舘大学総合経済研究所を設置
- 1983年（昭和58年）
  - 3月 - 柴田会館竣工
  - 4月 - 国士舘大学理工学研究所を設置
  - 7月 - 大学の管理運営をめぐり安高武理事が大学OBに刺殺されたため、日本私学振興財団の助成金が全額停止される[20]。
- 1987年（昭和62年）
  - 6月30日 - 国士舘大学経理研究所、国士舘大学総合経済研究所を廃止
  - 7月1日 - （政経学部附属）経済研究所、（政経学部附属）経営研究所を設置
  - 10月 - 国士舘大学比較法制研究所を（法学部附属）比較法制研究所に改組
- 1989年（平成元年）
  - 2月 - 国士舘大学スポーツ研究所を廃止
  - 7月 - エジプト武道館竣工（竣工後、エジプト・アラブ共和国へ寄贈）
- 1992年（平成4年）
  - 2月 - 多摩校舎（教室・管理棟、体育館、武道棟、食堂）竣工
  - 4月 - 体育学部を多摩校舎へ移転
- 1994年（平成6年）4月 - 大学院工学研究科（修士課程）を開設
- 1995年（平成7年）4月 - 大学院法学研究科（修士課程）を開設
- 1996年（平成8年）3月 - 教養部を廃止
- 1997年（平成9年）4月 - 経営学研究科（修士課程）を開設
- 1998年（平成10年）1月 - 世田谷校舎に中央図書館、体育・武道館が完成
- 1999年（平成11年）4月 - 大学院経営学研究科、大学院法学研究科、大学院工学研究科に博士課程を開設
- 2000年（平成12年）4月 - 体育学部に武道学科・スポーツ医科学科を増設
- 2001年（平成13年）
  - 4月 - 法学部に現代ビジネス法学科（昼夜開講制）を増設。大学院スポーツ・システム研究科（修士課程）、人文科学研究科（修士課程）を開設。工学部の電気工学科を電気電子工学科に改組
  - - （法学部附属）最先端技術関連法研究所を設置
- 2002年（平成14年）
  - - 国士舘短期大学を学生募集停止
  - 4月 - 三浦信行によって21世紀アジア学部（21世紀アジア学科（21世紀日本理解コース・アジア地域デザインコース・アジアビジネスコース））が開設される。工学部の機械工学科を機械情報工学科に、土木工学科を都市システム工学科に、建築学科を建築デザイン工学科に改組
- 2003年（平成15年）
  - 3月 - 国士舘短期大学を廃止
  - 4月 - 政経学部一部を政経学部に改称。政経学部一部・二部を昼間主・夜間主制に改組。スポーツ・システム研究科、人文科学研究科にそれぞれ博士課程を開設
- 2004年（平成16年）4月 - 文学部史学地理学科の国史学専攻を考古・日本史学専攻に、地理学専攻を地理・環境専攻に、文学科の中国文学専攻を中国語・中国文学専攻に、国語国文学専攻を日本文学・文化専攻に改組
- 2005年（平成17年）
  - 5月 - 世田谷・梅ヶ丘キャンパスの整備の基本方針が決定
  - 7月 - 国士舘大学ウェルネス・リサーチセンター開設
- 2006年（平成18年）
  - 4月 - 大学院グローバルアジア研究科（修士課程・博士課程）、大学院総合知的財産法学研究科（修士課程）を開設。21世紀アジア学部21世紀アジア学科の21世日本理解コース・アジア地域デザインコース・アジアビジネスコースを交流アジアコース・アジアビジネスコース・アジア探求コースに改編
  - - 法学部現代ビジネス法学科の昼間主制・夜間主制を廃止。国士舘大学地域交流文化センターを開設
- 2007年（平成19年）
  - 3月 - 政経学部二部を廃止
  - 4月 - 工学部機械情報工学科・電気電子工学科・都市システム工学科・建築デザイン工学科を理工学部理工学科機会工学系・電子情報系・建築学系・都市ランドスケープ学系・健康医工学系・基礎理学系へ改組
- 2008年（平成20年）
  - 4月 - 体育学部こどもスポーツ教育学科を増設。政経学部の昼間主・夜間主制を廃止し、フレックスタイム制とする。東京都立明正高等学校跡地に世田谷キャンパス梅ヶ丘校舎が完成。鶴川キャンパスの政経学部、法学部、文学部に所属する学生は世田谷キャンパスおよび世田谷キャンパス梅ヶ丘校舎へ移転
- 2009年（平成21年）
  - - 鶴川キャンパスを町田キャンパスに名称変更
  - - （政経学部附属）政治研究所を開設

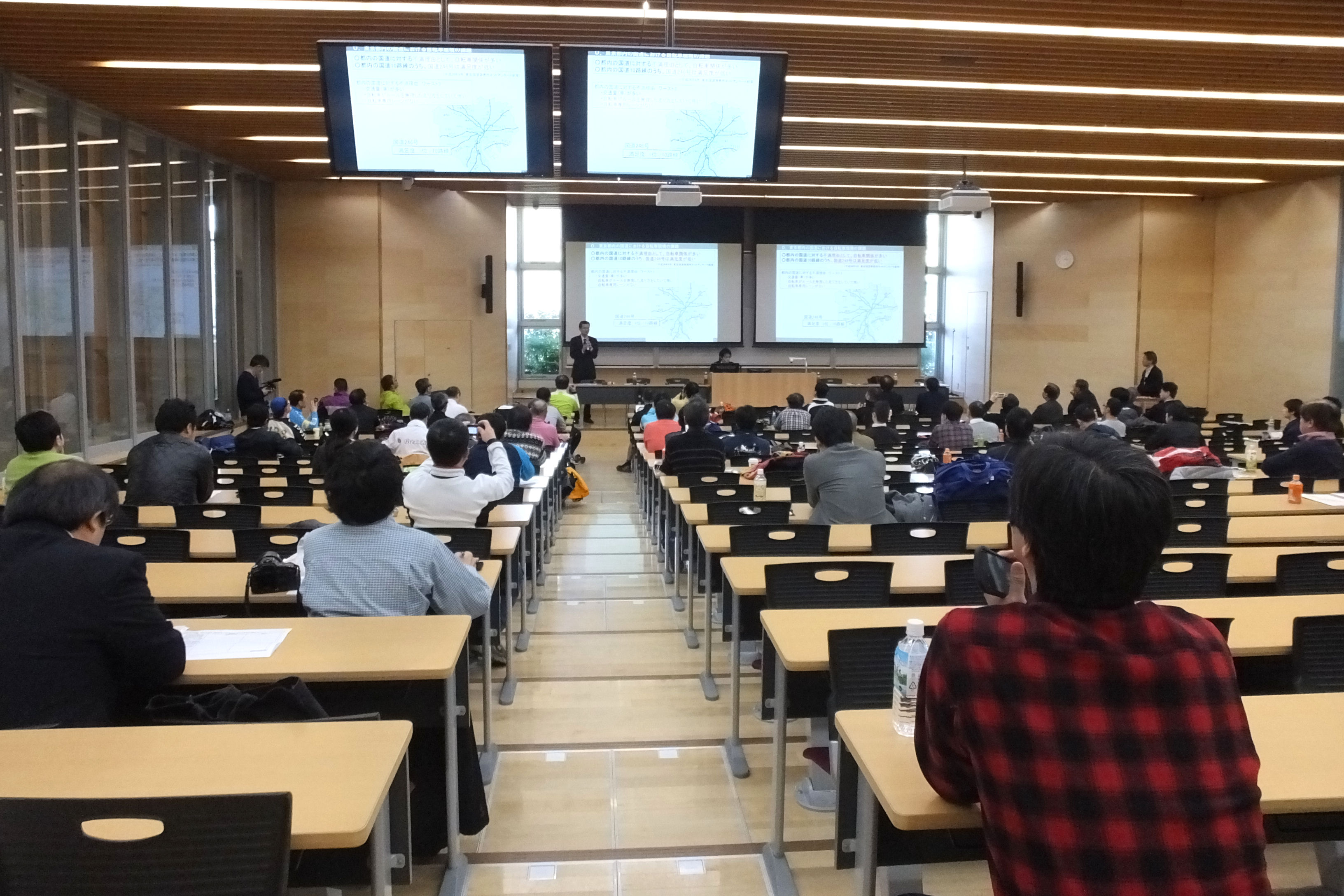
メイプルセンチュリーホール大教室

- 2010年（平成22年）4月 - 大学院救急システム研究科（修士課程）を開設
- 2011年（平成23年）4月 - 経営学部経営学科を開設（政経学部経営学科を経営学部経営学科に改組）

- 2013年（平成25年）
  - 3月 - 工学部を廃止
  - 4月 - 大学院救急システム研究科に博士課程を開設。大学院法学研究科に3コース制を導入
  - - 世田谷キャンパス旧第二体育館跡地にメイプルセンチュリーホール完成
- 2014年（平成25年）4月 - 理工学部理工学科の都市ランドスケープ学系からまちづくり学系に改組
- 2016年（平成28年）
  - 4月 - 政経学部の政治学科を政治行政学科に改組
  - - 多摩キャンパスにメイプルセンチュリーセンター多摩完成
- 2017年（平成29年）
  - - 創立100周年
  - 3月 - 政経学部経営学科を廃止
- 2018年（平成30年）4月 - 文学部教育学科の教育学専攻・倫理学専攻・初等教育専攻を教育学コース・初等教育コースへ、史学地理学科の考古・日本史学専攻・東洋史学専攻・地理・環境専攻を考古・日本史学コース・地理・環境コースに、文学科の中国語・中国文学専攻・日本文学・文化専攻を日本文学・文化コースに改組
- 2019年（平成31年）
  - 3月 - 国士舘大学アジア・日本研究センターを廃止
  - 4月 - 21世紀アジア学部21世紀アジア学科の交流アジアコース・アジアビジネスコース・アジア探求コースをアジア社会コース・アジアビジネスコース・アジア文化コースに改編。（21世紀アジア学部附属）21世紀アジア学研究所を設置
- 2020年（令和2年）
  - 1月 - 東京都多摩市南野の恵泉女学園大学所有地（旧・東京都立南野高等学校跡地）を取得[21]
  - 8月 - 国士舘楓の杜キャンパスが竣工・使用開始[22]
- 2022年（令和4年）4月 - 2020年1月に取得した学校用地の既存建物を改修し、多摩南野キャンパスを開設[23]。

## 基礎データ

### 所在地
- 教育研究機関 - 学部を設置し、教育研究を目的に使用
  - 世田谷キャンパス（世田谷区世田谷四丁目28-1）
  - 町田キャンパス（町田市広袴一丁目1-1）
  - 多摩キャンパス（多摩市永山七丁目3-1）
- 修学支援施設 - 学部は置かず、修学支援を目的に使用
  - 国士舘楓の杜キャンパス（町田市野津田町3101）
  - 多摩南野キャンパス（多摩市南野二丁目11-1）

### 象徴
- 校章は楓をイメージしている（中高に若干のデザインの違いがある）。
  - なお、柴田徳次郎が存命の頃は、旭日旗の下半分に紺色の富士山を描き、その富士山の中に「國士」の文字や校章（系列校の場合、さらに「短期大学」や「中学校」といった校名が入っていた）が書かれたデザインの校旗が使用された時期もあった。なお、現在では学校法人国士舘および各学校の校旗としては使用されていないが[24]（1991年頃までは入学式といった儀式で使用されていた[25]）、同窓会組織の会合で掲揚されたり[26][27]、応援団など一部の部活動で使用されたりしている[28]。
- 大学歌（校歌）はない。しかし、学校法人国士舘が設置している各学校で「舘歌」が統一的に歌われている。
  - 作詞:柴田徳次郎、作曲:東儀鉄笛、編曲:石川太郎
- シンボルマークはアルファベットのKをデザインしたものである。
- スクールカラーは特に決まってはいないが、近年はシンボルマークのKの色を、深紅の楓の色をオリジナルの国士舘レッド（こくしかんレッド■）として使用し、シンボルマークにも採用している。

## 教育および研究

### 組織

#### 学部
- 政経学部
  - 政治行政学科
    - 政治と人間コース
    - 公務員養成コース
    - 国際関係・地域研究コース

  - 経済学科
    - 理論・情報コース
    - 国際経済コース
    - 財政・税務コース
    - ファイナンス経済コース
- 体育学部
  - 体育学科
    - 学校体育コース
    - アスリートコース
    - スポーツトレーナーコース

  - 武道学科
  - スポーツ医科学科
  - こどもスポーツ教育学科
- 理工学部
  - 理工学科
    - 機械工学系
    - 電子情報学系
    - 建築学系
    - まちづくり学系
    - 健康医工学系
    - 基礎理学系
- 法学部
  - 法律学科
    - 刑事系コース
    - 民事系コース
    - 公法コース
    - 総合法学コース

  - 現代ビジネス法学科
    - 企業法コース
    - 公共安全コース
    - 知財コース
    - 国際ビジネスコース
- 文学部
  - 教育学科
    - 教育学コース
    - 初等教育コース

  - 史学・地理学科
    - 考古・日本史学コース
    - 地理・環境コース

  - 文学科
    - 日本文学・文化コース
- 21世紀アジア学部
  - 21世紀アジア学科
    - アジア社会コース
    - アジア文化コース
    - アジアビジネスコース
- 経営学部
  - 経営学科

#### 大学院
経営学研究科、法学研究科のコースは修士課程のみ設置。
- 政治学研究科
  - 政治学専攻（修士課程・博士課程）
- 経済学研究科
  - 経済学専攻（修士課程・博士課程）
- 経営学研究科
  - 経営学専攻（修士課程・博士課程）
    - 経営コース
    - 会計コース
- スポーツ・システム研究科
  - スポーツ・システム専攻（修士課程・博士課程）
    - スポーツ教育コース
    - スポーツ科学コース
- 救急システム研究科
  - 救急救命システム専攻（2年コース修士課程・1年コース修士課程・博士課程）
- 工学研究科
  - 機械工学専攻（修士課程）
    - 先進加工学コース
    - モビリティ・ロボティクスコース
    - 熱・流体・エネルギー工学コース

  - 電気工学専攻（修士課程）
    - 情報メディアコース
    - 電気・電子・通信コース
    - 医工学システムコース
    - 数理コース

  - 建設工学専攻（修士課程）
    - 構造・防災・サステナブルコース
    - まちづくり環境コース
    - 建築総合技術コース
    - 福祉住環境コース
    - 建築デザイン・計画コース

  - 応用システム工学専攻（博士課程）
    - 生産開発システム工学分野
    - 電子システム工学分野
- 法学研究科
  - 法学専攻（修士課程・博士課程）
    - 基幹法コース
    - 税法・ビジネスコース
    - スポーツ法コース
- 総合知的財産法学研究科
  - 総合知的財産法学専攻（修士課程）
- 人文科学研究科
  - 人文科学専攻（修士課程・博士課程）
    - 考古・歴史学コース
    - 文学・文化論コース
    - 地理・地域論コース

  - 教育学専攻（修士課程・博士課程）
- グローバルアジア研究科
  - グローバルアジア専攻（修士課程）
    - ビジネスコミュニケーション分野
    - 国際日本語教育分野
    - 文化遺産学分野

  - グローバルアジア研究専攻（博士課程）

#### 附属機関
- 柴田会館
- イラク古代文化研究所（2022年3月廃止し、２１世紀アジア学部附属研究所）
  - イラク古代文化研究所展示室
- 武道・徳育研究所（2022年3月廃止）
- アジア・日本研究センター（2019年3月廃止）
- ウェルネス・リサーチセンター
- 国士舘史料室
- 防災・救急救助総合研究所
- 国士舘スポーツプロモーションセンター（2018年10月）

- 図書館・情報メディアセンター

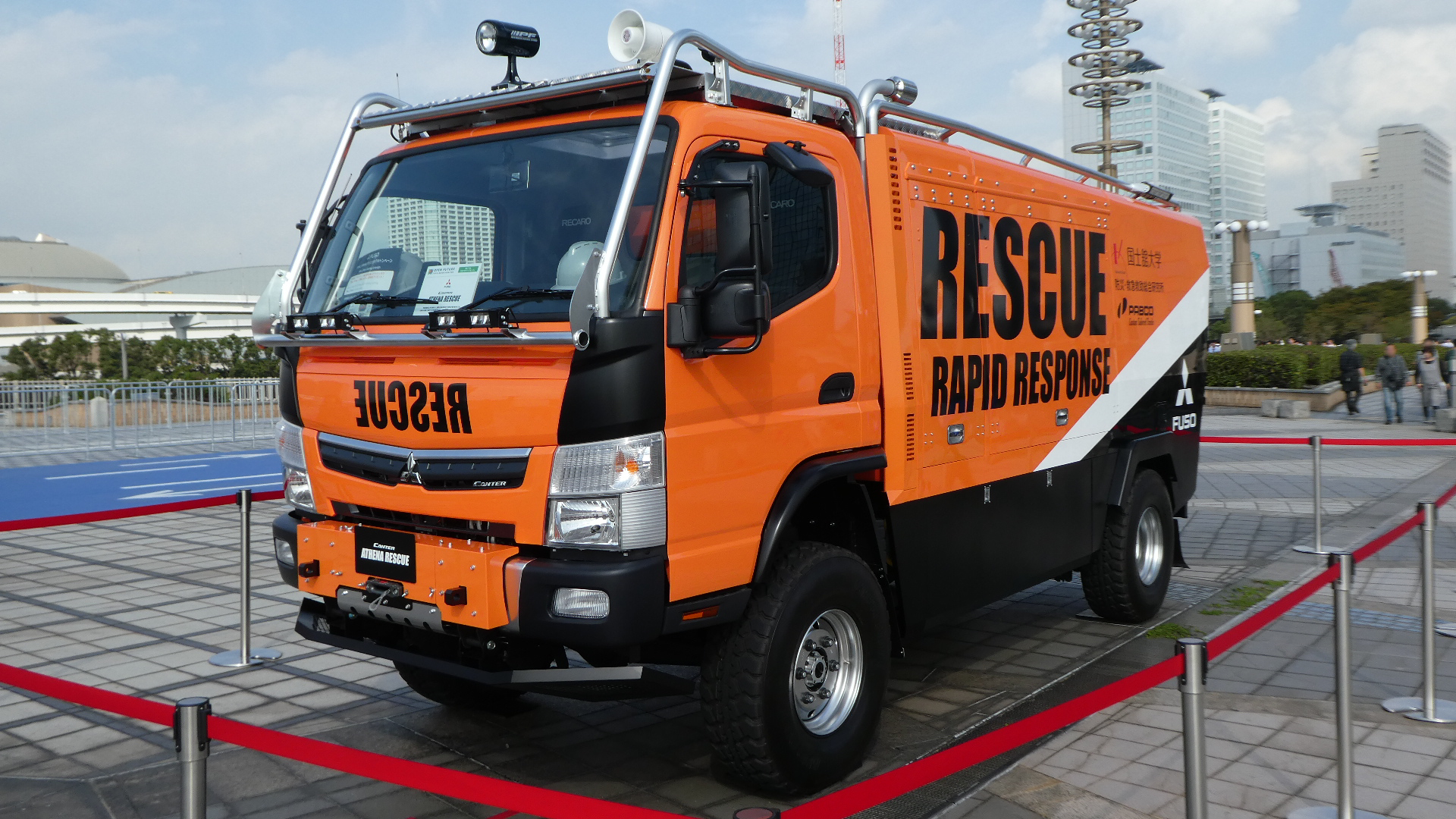
防災・救急救助総合研究所と三菱ふそうで共同企画された救助車両キャンターアテーナ。東京モーターショー2019参考出品車。

  - 中央図書館・情報メディアセンター（世田谷キャンパス）
  - 鶴川図書館・情報メディアセンター（町田キャンパス）
  - 多摩図書館・情報メディアセンター（多摩キャンパス）
- 情報科学センター（2016年3月廃止し、図書館と合併）
- 地域交流文化センター
- 生涯学習センター（2022年5月廃止し、地域連携・社会貢献推進センター設立）
- 政治研究所（政経学部附属）
- 経済研究所（政経学部附属）
- 体育研究所（体育学部附属）
- 理工学研究所（理工学部附属）
- 比較法制研究所（法学部附属）
- 最先端技術関連法研究所（法学部附属）
- 21世紀アジア学研究所（21世紀アジア学部附属）
- サテライトキャンパス
  - キルギスキャンパス（ビシュケク人文大学内）

海外拠点
- 国士舘大学大連事務所（中国・遼寧省・大連市）

### 教育
- 専門職大学院等における高度専門職業人養成教育推進プログラム
  - 海外経営専門職人財養成プログラム（早稲田大学（幹事校）・国士舘大学・武蔵野大学・明治大学・立教大学）[29]

## 学生生活

### 学園祭
国士舘大学ではキャンパスごとに学園祭が独立開催されている。
- 世田谷キャンパス
  - 楓門祭（ふうもんさい）
    - 11月2日、3日
      - 芸能人のコンサートやミスコンテストが開催されている。なお、国士舘大学では、ミスコンテストの優勝者を『ミス国士舘』ではなく学章の楓にちなんで『メイプルクイーン』と呼ぶ。
      - 近年はコンサートよりお笑い芸人のステージが多い。
      - 1967年に創立50周年を記念して明治祭として開催され、1977年より楓門祭となる。
      - 開催名は他祭と違い、第○○周年楓門祭
- 町田キャンパス
  - 鶴川祭（つるかわさい）
    - 5月下旬の土曜日、日曜日
      - 新入生歓迎の運動会が始まりであったため、現在においてもスポーツ大会が多く開催されている。また、ちびっ子剣道大会、ちびっ子空手大会などの近隣参加企画も準備されている。かつてはバスケットボール、バレーボール、ソフトボール、モンゴル相撲等の大会があった。
      - 第1回旧鶴川祭は1969年に明治祭に併設され開催。現在の鶴川祭は、1985年より開催。

  - アジアンフェスタ
    - 21世紀アジア学部が設置される1年前より開催され、設置後は21世紀アジア学部の学生のみで組織され実施されている。第1回は21世紀アジア学部設置の1年前、2001年度に開催。2008度より鶴川祭を継承する。
- 多摩キャンパス
  - 多摩祭（たまさい）
    - 11月第3土曜日、日曜日
      - 体育会を中心としたスポーツの祭典である。柔道部や相撲部の学生が出場するカラオケや各競技のユニフォームで参加する部対抗駅伝が開催されている。また、近隣住民も対象としたビンゴ大会をメイン企画として運営しており、多くの家族連れが集まる。
      - 平成7年に多摩カップとして開催され、1996年より開催。

### スポーツ
- 陸上競技部は、1957年の第33回東京箱根間往復大学駅伝競走（箱根駅伝）に初出場。以来、2022年現在まで50回出場している。
- 柔道部は、男子・女子のパートに分かれる。全日本学生柔道優勝男子7回・女子2回、全日本学生柔道体重別団体優勝男子4回の戦績がある。著名なOBには石川隆彦、斉藤仁、鈴木桂治、石井慧などがいる。
- サッカー部は、全日本大学選手権優勝4回、総理大臣杯優勝2回の戦績がある。
- ラグビー部は、1978年の関東大学ラグビーリーグ戦グループで優勝。
- 硬式野球部は、1979年秋の東都大学野球リーグ戦で優勝。
- ハンドボール部は、長年において関東学生ハンドボール連盟1部リーグ戦で戦い、日本代表選手も輩出している。
- バスケットボール部の愛称は「バイキングス」。2008年の全日本大学選手権で準優勝。

### 学内奨学金
- 入学試験に係わる学内奨学金
  - 成績優秀奨学生制度
- 学業優秀奨学生
- 運動技能優秀奨学生
- 修学援助奨学生
  - 奨学生A：納入金の全額免除
  - 奨学生B：入学金を除く納入金の免除
  - 奨学生C：授業料の免除
  - 奨学生D：授業料の5割免除
- 塩沢奨学金（理工学部）
- 田中奨学金（理工学部）
- 中村宗雄奨学基金（法学部）
- 公益信託 橘高倫一記念奨学基金（文学部在籍・千葉県内高校卒業者限定）
- 外国人留学生奨学金
- 国際交流センター
  - 国士舘大学外国人留学生奨学生
- 交換留学生対象
  - 国士舘大学留学奨励金
- 国士舘大学同窓会奨学融資（長期・短期）

## 施設

### キャンパス

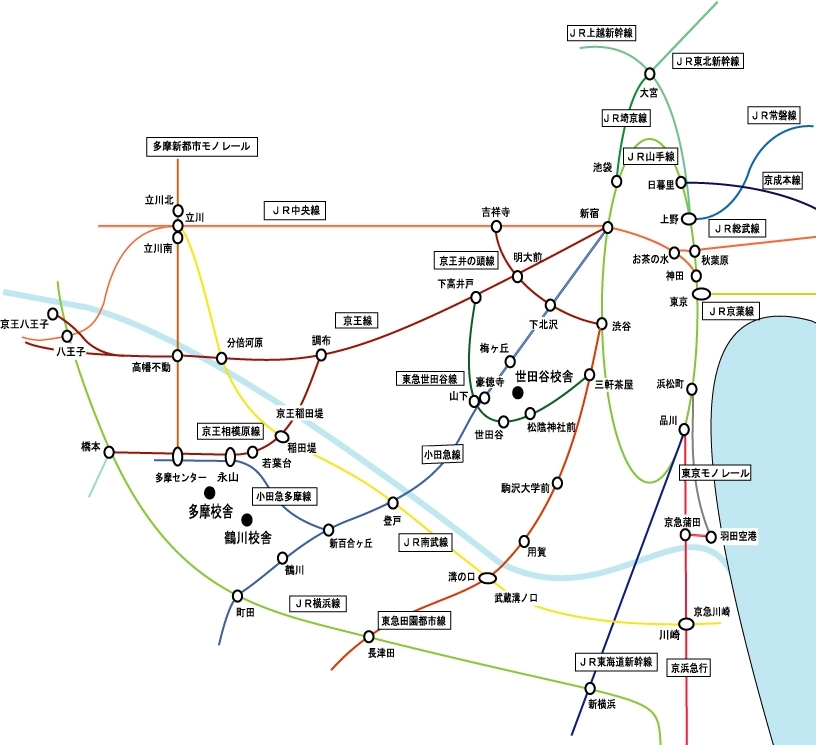
交通

すべてのキャンパスが小田急線で結ばれている。

#### 世田谷キャンパス
- 使用学部： 政経学部、理工学部、法学部、文学部、経営学部
- 使用研究科：政治学研究科、経済学研究科、経営学研究科、工学研究科、法学研究科、総合知的財産法学研究科、人文科学研究科
- 交通アクセス
  - 梅ヶ丘駅下車徒歩9分
  - 松陰神社前駅・世田谷駅下車徒歩6分
  - 梅ヶ丘駅から東急バスで「国士舘大学」下車

#### 町田キャンパス

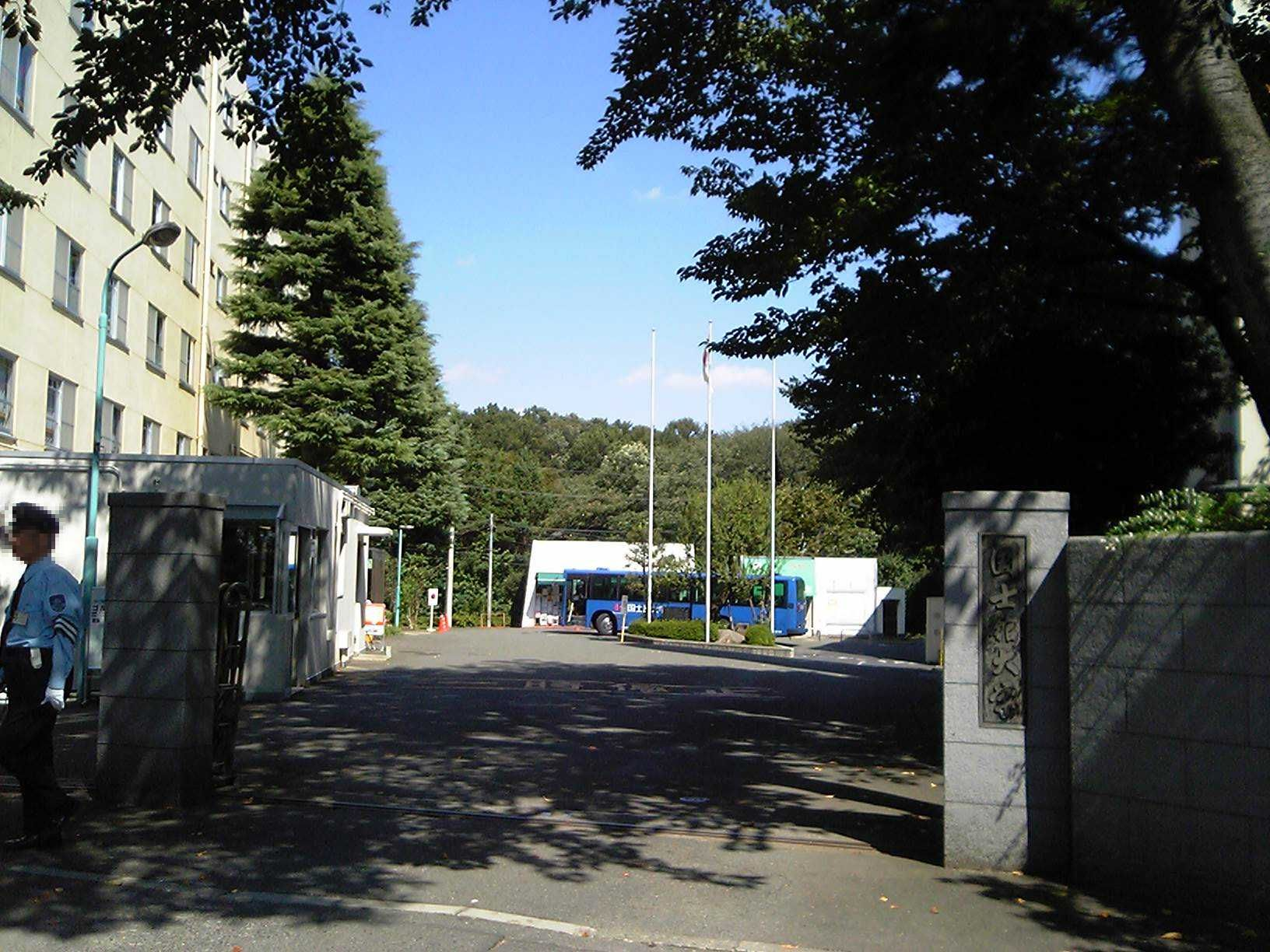
町田キャンパス

- 使用学部：21世紀アジア学部、体育学部（こどもスポーツ教育学科）
- 使用研究科：グローバルアジア研究科
- 交通アクセス
  - 鶴川駅下車
    - スクールバス。
    - 小田急バス・神奈川中央交通バス「鶴11」「鶴13」「町50」のいずれか乗車。国士舘大学前下車徒歩1分。

  - 若葉台駅から神奈川中央交通バス「鶴21」。和光学園下車徒歩5分。

#### 多摩キャンパス

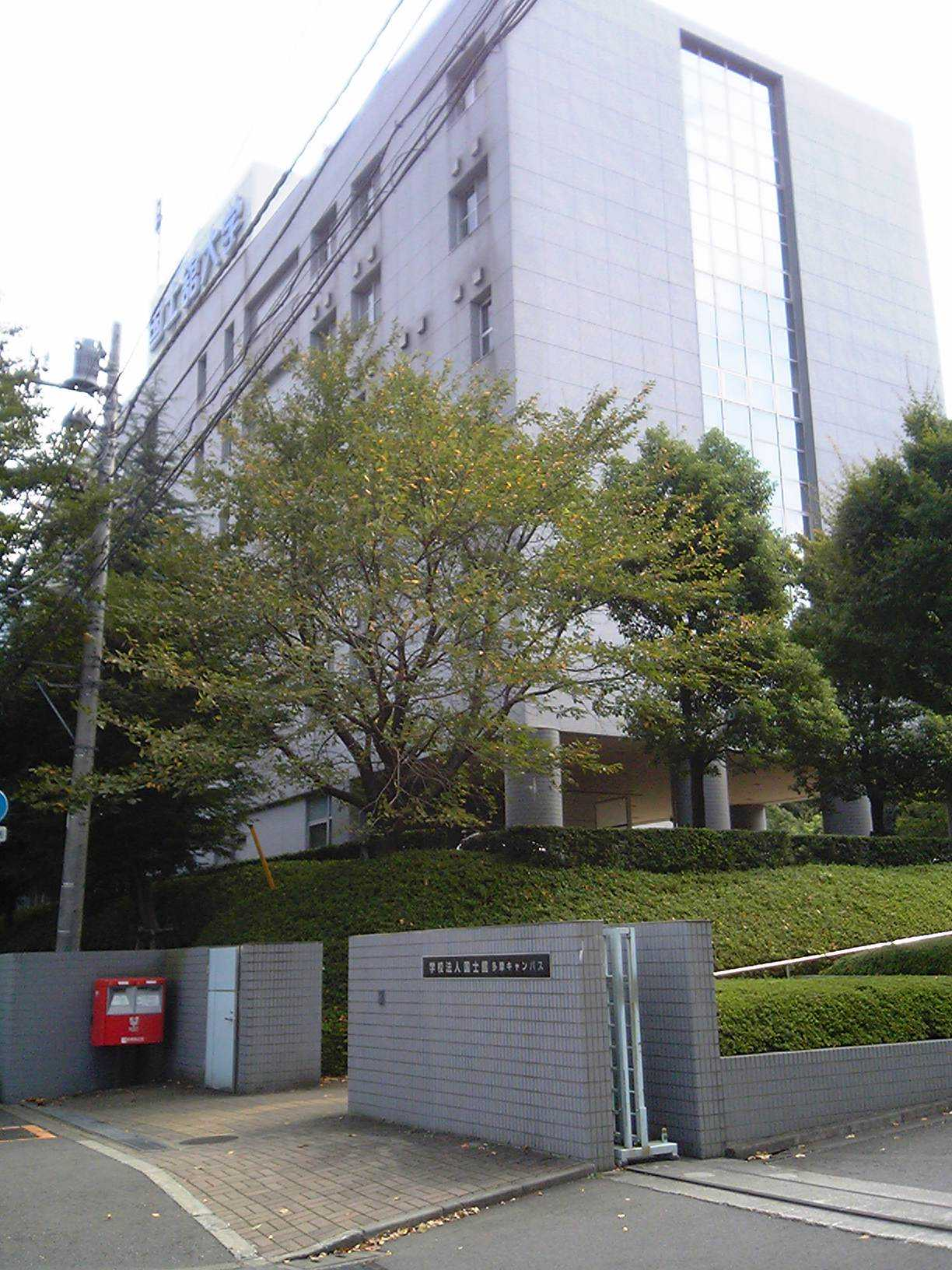
多摩キャンパス

- 使用学部：体育学部（体育学科、武道学科、スポーツ医科学科）
- 使用研究科：スポーツ・システム研究科、救急システム研究科
- 交通アクセス
  - 小田急永山駅・京王永山駅
    - スクールバス
    - 京王バス・神奈川中央交通バス「永13」「永14」「桜23」「桜24」「鶴31」のいずれか。永山高校徒歩10分。

  - 多摩センター駅
    - 京王バス・神奈川中央交通バス「多01」「多04」「多05」「鶴31」のいずれか。京王多摩車庫前徒歩8分。

  - 鶴川駅下車
    - 神奈川中央交通バス「桜24」「鶴31」「多04」のいずれか。京王多摩車庫前下車徒歩9分。

#### 国士舘楓の杜キャンパス
- 交通アクセス
  - 鶴川駅から神奈川中央交通バス「鶴57」やくし台センター徒歩5分。
  - 町田駅
    - 神奈川中央交通バス「町37」。やくし台センター徒歩5分。
    - 神奈川中央交通バス「町53」「町55」のいずれか。野津田神社入口徒歩12分。

#### 多摩南野キャンパス
- 交通アクセス
  - 多摩センター駅
    - 京王バス・神奈川中央交通バス「多01」「多03」「多04」「多05」「桜46」「永65」のいずれか。恵泉女学園大学入口徒歩3分。

  - 小田急永山駅・京王永山駅
    - 京王バス・神奈川中央交通バス「永65」。恵泉女学園大学入口徒歩1分。

  - 鶴川駅
    - 神奈川中央交通バス「多04」。恵泉女学園大学入口徒歩1分。

### 学生食堂
- 世田谷キャンパス
  - 世田谷校舎

精養堂
アンブラン
香苑レストラン
  - 梅ヶ丘校舎

新東京食堂

- 町田キャンパス
ニコラス精養堂
アンブラン
- 多摩キャンパス
新東京食堂

### 学生寮
全寮制として設置された学校の名残として、現在も下記の寮が開設されている。
- 世田谷キャンパス
  - 世田谷寮（昭和43年竣工）

松陰寮（一般男子学生のみ）
ゲストハウス（留学生のみ）
- 町田キャンパス
  - 鶴川寮（昭和42年竣工）

望嶽寮（一般男子学生と硬式野球部／サッカー部のみ）
すみれ寮（一般女子学生のみ）（昭和45年設置）

過去に存在した寮
- 男子寮
  - 回天寮
  - 正気寮
  - 時習寮
  - 青雲寮
  - 富士見寮
  - 錦楓寮

- 女子寮
  - 常盤寮
  - 松柏寮
  - 清節寮
  - 菊寮

## 対外関係

### 地方自治体との協定
- 2005年 山形県鮭川村と理工学部付属理工学研究所が「学術友好交流協定」を締結。
- 2006年11月 東京都町田市と「町田市学長懇談会包括連携協定」を締結。
- 2008年3月 世田谷区と「災害時協力協定」を締結。
- 2017年3月 に埼玉県八潮市と「包括連携協定」を締結[30]。
- 2018年7月 千葉県庁と「インターンシップ協定」を締結。

#### 学生UIJターン就職促進に関する協定
- 2014年12月 新潟県と「学生U･Iターン就職促進に関する協定」を締結。
- 2015年3月 長野県と「学生Uターン就職促進協定」を締結。
- 2015年9月 栃木県と「UIターン就職促進協定」を締結。
- 2016年12月 福岡県と「UIJターン就職支援協定」を締結。
- 2017年8月 山形県と「UIターン就職促進に関する協定」を締結。
- 2018年1月 青森県と「学⽣UIJターン就職促進に関する協定」を締結。
- 2018年1月 札幌市と「UIターン就職支援協定」締結。
- 2018年3月 福島県と「就職支援協定」を締結。
- 2019年3月 石川県と「石川県内就職支援に関する協定」を締結。
- 2019年9月 山梨県と「就職促進協定」を締結。
- 2020年4月 北海道と「就職支援に関する協力連携協定」を締結。
- 2021年7月 静岡県と「就職支援に関する協定書」を締結。
- 2022年12月 兵庫県と「就職支援に関する協定」を締結。
- 2023年1月 香川県と「就職支援に関する協定」を締結。
- 2024年1月 宮城県と「就職支援に関する協定」を締結。

### 企業・法人等との連携
- 2012年4月 JTB法人東京と「グローバル人材育成に向けた産学連携事業」を本格稼働。（21世紀アジア学部）
- 2014年6月 公益財団法人東京オリンピック・パラリンピック競技大会組織委員会と2020年「東京オリンピック・パラリンピック競技大会に係る大学連携協定」を締結[31]。
- 2015年3月 日本赤十字社と「社会の安心・安全及び福祉の向上に関するパートナーシップ協定」を締結。
- 2019年6月 一般社団法人スポーツパフォーマンス分析協会と工学研究科が包括連携協定を締結。
- 国立科学博物館「国立科学博物館大学パートナーシップ」入会。（文学部、理工学部、工学研究科）
- 2024年7月 公益財団法人日本相撲協会と「救護救急医療体制の構築に関する協定書」を締結[32]。

### 他大学との協定
- 首都圏西部大学単位互換協定会
- 世田谷6大学コンソーシアム
- 全国私立大学FD連携フォーラム
- 2017年3月に東京都市大学・ナノテクノロジー研究推進センターと国士舘大学理工学研究所が「研究交流に関する覚書」を締結[33]。
- 2018年7月に明治国際医療大学と「大学間連携に関する包括協定」を締結。
- 2023年9月に九州保健福祉大学と「連携に関する包括協定」を締結。

#### 人文科学研究科 人文科学専攻（大学院単位互換交流協定）
- 史学分野の単位互換協定・協定校
  - 青山学院大学大学院 文学研究科史学専攻
  - 國學院大學大学院 文学研究科日本史学専攻
  - 駒澤大学大学院 人文科学研究科歴史学専攻
  - 専修大学大学院 文学研究科史学専攻
  - 上智大学大学院 文学研究科史学専攻
  - 中央大学大学院 文学研究科国史学専攻・東洋史学専攻・西洋史学専攻
  - 東海大学大学院 文学研究科史学専攻
  - 東洋大学大学院 文学研究科史学専攻
  - 明治大学大学院 文学研究科史学専攻
  - 立教大学大学院 文学研究科史学専攻
  - 国士舘大学大学院 人文科学研究科人文科学専攻
- 地理学分野の単位互換協定・協定校
  - 駒澤大学大学院 人文科学研究科地理学専攻
  - 専修大学大学院 文学研究科地理学専攻
  - 日本大学大学院 理工学研究科地理学専攻
  - 法政大学大学院 人文科学研究科地理学専攻
  - 明治大学大学院 文学研究科地理学専攻
  - 国士舘大学大学院 人文科学研究科人文科学専攻
- 考古学分野の単位互換協定・協定校
  - 駒澤大学大学院 人文科学研究科歴史学専攻
  - 昭和女子大学大学院 生活機構研究科生活文化研究専攻
  - 国士舘大学大学院 人文科学研究科人文科学専攻

#### 外国大学の協定校
- サンフランシスコ州立大学（アメリカ・サンフランシスコ）
- サイモンフレーザー大学（カナダ・BC州）
- カレッジ・オブ・ザ・ロッキーズ（カナダ・ブリティッシュコロンビア州）
- グリフィス大学（オーストラリア・クイーンズランド州）
- 漢陽大学校（韓国・ソウル特別市）
- 高麗大学校（韓国・ソウル特別市）
- 東義大学校（韓国・釜山広域市）
- 安東大学校（韓国・慶尚北道安東市）
- 北京師範大学（中国・北京市）
- 上海対外貿易学院（中国・上海市）
- 黒龍江大学（中国・黒竜江省）
- 山西大学（英語版、中国語版）（中国・山西省・太原市）
- 蘇州大学（中国・江蘇省・蘇州市）
- 武漢大学（中国・湖北省・武漢市）
- 深圳職業技術学院（中国・広東省）
- 青島大学（中国・山東省・青島市）
- 中国文化大学（台湾・台北市）
- 国立中山大学（台湾・高雄市）
- キルギス国立大学（キルギス共和国）
- ビシュケク人文大学（キルギス共和国）
- モンゴル国立大学（モンゴル）
- デ・ラ・サール大学（フィリピン・マニラ）
- チュラーロンコーン大学（タイ王国・バンコク）
- チエンマイ大学（タイ王国・チエンマイ県）
- ベトナム国家社会人文科学大学（ベトナム・ホーチミン市）
- ヤンゴン大学（ミャンマー・ヤンゴン）
- ガジャマダ大学（インドネシア・ジョグジャカルタ特別州）
- セブラスマル大学（インドネシア）
- 国立サマルカンド外国語大学（ウズベキスタン）
- 世界経済外交大学（ウズベキスタン）
- ポーツマス大学（イギリス・ポーツマス）
- ミュンヘン大学（ドイツ・バイエルン州・ミュンヘン）
- センメルヴェイス大学（ハンガリー・ブダペスト）
- ルレオ工科大学（スウェーデン・ノールボッテン県・ルレオ）
- 極東国立工科大学（ロシア・ウラジオストック）
- ヴェリコ・タルノヴォ大学（ブルガリア・ヴェリコ・タルノヴォ州・ヴェリコ・タルノヴォ）
- ユズンチュ・ユル大学（トルコ・ヴァン県・ヴァン）
- ハジェットテッペ大学（トルコ・アンカラ県・アンカラ）
- ヤルムーク大学（ヨルダン・イルビド県）
- アディスアベバ大学（エチオピア・アディスアベバ）

### 系列校
いわゆる大学を頂点とする「附属学校」ではなく、同一学校法人が運営する独立した学校の集合体という形態を取っている。
- 国士舘中学校・高等学校（世田谷区）
- 過去に存在した系列校。
  - 国士舘短期大学（町田市広袴）
  - 国士舘大学福祉専門学校（太宰府市御笠）

## 関連文献
- 『国士舘百年史』 全3巻（国士舘百年史編纂委員会 専門委員会編、2015-2021年）

## Wiki関係他プロジェクトリンク
- ウィキメディア・コモンズには、国士舘大学に関するカテゴリがあります。